# Sekai Saikō no Ansatsusha, Isekai Kizoku ni Tensei suru
Sekai Saikō no Ansatsusha, Isekai Kizoku ni Tensei suru (世界最高の暗殺者、異世界貴族に転生する), gọi tắt là Ansatsu Kizoku (暗殺貴族 (Ám sát Quý tộc)) là series light novel Nhật Bản được viết bởi Tsukiyo Rui và minh họa bởi Reia. Bộ light novel được xuất bản lần đầu vào tháng 7 năm 2018 trên trang tiểu thuyết Shōsetsuka ni Narō. Tác phẩm bảy  đó được mua lại bởi Kadokawa Shoten, truyện đã xuất bản được tám tập từ tháng 2 năm 2019 dưới ấn hiệu Kadokawa Sneaker Bunko. Bản chuyển thể anime truyền hình thực hiện bởi Silver Link và Studio Palette được lên sóng vào tháng 10 năm 2021; anime được Muse Communication công chiếu ở Nam Á và Đông Nam Á và có nhan đề tiếng Việt là Sát thủ đệ nhất thế giới chuyển sinh thành quý tộc ở thế giới khác.
Một bản chuyển thể manga do Sumeragi Hamao thực hiện được đăng dài kì trên trang web Young Ace Up từ tháng 1 năm 2019, Kadokawa Shoten tổng hợp các chương manga đó thành bốn tập tankōbon.

## Nội dung
Nhân vật chính là một người đàn ông lớn tuổi đã sống một cuộc đời với tư cách là sát thủ vĩ đại nhất thế giới. Do tuổi cao, cuối cùng ông quyết định rằng ông sẽ nghỉ hưu. Tuy nhiên, chiếc máy bay mà ông đang ở đã bị bắn hạ và những kỹ năng của ông như một sát thủ vĩ đại nhất cũng không thể cứu nỗi. Khi ông chết, ông được đánh thức bởi một nữ thần muốn tái sinh ông vào một thế giới của kiếm và ma thuật vì cô ấy cần kĩ năng của ông để ngăn chặn sự hủy diệt của thế giới dưới bàn tay của Dũng sĩ. Chấp nhận yêu cầu này, nhân vật chính thức tỉnh với cái tên Lugh Tuatha Dé và thề rằng ông sẽ sống hết mình với tư cách là một con người chứ không phải là một công cụ.

## Nhân vật
Lugh Tuatha Dé (ルーグ・トウアハーデ Rūgu Touahāde)
Lồng tiếng bởi: Akabane Kenji, Makoto Koichi (bé)
Con trai của Cian và Esri, Lugh được chỉ định là người thừa kế của Gia tộc Tuatha Dé, được cha mình dạy cả nghệ thuật y học và ám sát. Anh được giao nhiệm vụ bởi Nữ thần là giết Dũng sĩ sau khi họ đánh bại Chúa quỷ, cô tiết lộ rằng khi những Dũng sĩ đang say sưa với quyền lực họ sẽ tự hủy diệt thế giới sau khi đánh bại Chúa quỷ.
Dia Vicorne (ディア・ヴィコーネ Dia Vikōne)
Lồng tiếng bởi: Ueda Reina
Bạn thuở nhỏ và chị họ của Lugh đồng thời cũng là người mà Lugh yêu（hơn Lugh ba tuổi）. Dia gặp Lugh lần đầu với tư cách là người dạy anh về cách sử dụng ma thuật. Cô là một trong những pháp sư mạng nhất trong vương quốc của mình (Swoigel) và trở nên quyền năng hơn với sự giúp đỡ của Lugh và sự hiểu biết của anh ấy về thế giới hiện đại trong tiền kiếp của anh.
Tarte (タルト Taruto)
Lồng tiếng bởi: Takada Yūki
Trợ lý trong việc ám sát của Lugh, Tarte là một người có ma lực được Lugh cứu, cô là người hết lòng đối với vị cứu tinh của mình. Bề ngoài, cô xuất hiện với tư cách một người hầu gái xinh đẹp của Lugh. Cô ấy có kĩ năng thượng thừa trong việc sử dụng thương giáo. Cô cũng tham gia vào quá trình thẩm vấn các tù nhân.
Maha (マーハ Māha)
Lồng tiếng bởi: Shimoji Shino
Cô gái được Lugh nhận làm em gái nuôi khi cậu giải thoát cho cô cùng những người bạn khỏi nhóm buôn nô lệ. Maha là một người có ma lực khác được cứu theo kế hoạch của Lugh. Vào thời điểm đó, anh được biết đến với bí danh khác của mình: Irg Balor. Cô giữ vai trò là giám đốc điều hành của thương hiệu mỹ phẩm mà Lugh lập nên trong khi Lugh vắng mặt. Vai trò của cô trong việc hỗ trợ ám sát của Lugh là thu thập thông tin, hỗ trợ hậu cần và thẩm vấn tù nhân.
Cian Tuatha Dé (キアン・トウアハーデ Kian Touahāde)
Lồng tiếng bởi: Morikawa Toshiyuki
Bố của Lugh, là một Nam tước, ông là người đứng đầu hiện tại của Gia tộc Tuatha Dé. Ông tự hào về việc con trai mình đã tiếp thu rất nhiều lời dạy của ông, đặc biệt là trong dịp con trai ông đã phá vỡ tín ngưỡng gia đình để giúp đỡ người thân của mình giống như cách mà chính Cian đã làm điều tương tự để giúp đỡ người bạn quan trọng của mình.
Esri Tuatha Dé (エスリ・トウアハーデ Esuri Touahāde)
Lồng tiếng bởi: Takahashi Chiaki
Mẹ của Lugh, một phụ nữ quý tộc của Gia tộc Vicorne, đó là lý do tại sao tóc của Lugh cũng có màu bạc và Dia cũng là họ hàng xa với cậu. Ban đầu cô phản đối việc nuôi dạy Lugh như một sát thủ của Gia tộc Tuatha Dé nhưng cô đã bị thuyết phục bởi chồng cô, người hứa rằng sẽ bảo vệ Lugh bằng tất cả khả năng của mình. Esri rất thích chọc ghẹo con trai mình, cô thường tham gia các cuộc thi nấu ăn với cậu sau khi dạy cậu và cuối cùng phát hiện ra cậu đặc biệt thành thạo trong nấu nướng.
Nữ thần (女神 Megami)
Lồng tiếng bởi: Tamura Yukari
Một thực thể đến từ thế giới bên kia cho "Sát thủ" cơ hội được tái sinh ở một thế giới khác với ký ức của anh vẫn còn nguyên vẹn nhưng với điều kiện phải giết Dũng sĩ khi anh được 18 tuổi. Sau đó cô được tiết lộ mình phải phục vụ cho một thực thể hơn mạnh mẽ hơn cô ấy và theo lệnh của thực thể đó, (cô được hướng dẫn tìm một người phù hợp cho người anh hùng huyền thoại của thế giới, và khi thời điểm đến, cô ấy sẽ tìm người để giết Dũng sĩ đó.)
Sát thủ (暗殺者 (Ám Sát Giả) Ansatsu-sha)
Lồng tiếng bởi: Morita Junpei
Sát thủ huyền thoại đã bị giết bởi chính tổ chức của mình và được Nữ thần tái sinh thành Lugh Tuatha Dé để hoàn thành một sứ mệnh. Trước khi chết, ông có bí danh là "Allen Smith".

## Truyền thông

### Light novel
Ansatsu Kizoku ban đầu là một tiểu thuyết mạng được đăng tải trên trang web Shōsetsuka ni Narō từ tháng 7 năm 2018. Vào tháng 2 năm 2019, Kadokawa Shoten phát hành cuốn light novel đầu tiên. Vào năm 2020, Yen Press công bố bản tiếng Anh của light novel.
| # | Ngày phát hành tiếng Nhật | ISBN tiếng Nhật   |
| - | ------------------------- | ----------------- |
| 1 | 1 tháng 2, 2019           | 978-4-04-107941-6 |
| 2 | 1 tháng 7, 2019           | 978-4-04-107874-7 |
| 3 | 1 tháng 11, 2019          | 978-4-04-107877-8 |
| 4 | 1 tháng 4, 2020           | 978-4-04-108971-2 |
| 5 | 1 tháng 9, 2020           | 978-4-04-108972-9 |
| 6 | 27 tháng 2, 2021          | 978-4-04-108973-6 |
| 7 | 29 tháng 7, 2022          | 978-4-04-111501-5 |
| 8 | 1 tháng 8, 2024           | 978-4-04-111502-2 |

### Manga
Vào tháng 1 năm 2019, một bản manga chuyển thể từ tiểu thuyết do Sumeragi Hamao sáng tác được xuất bản trên trang web tạp chí Young Ace Up của Kadokawa Shoten. Yen Press cũng công bố bản tiếng Anh cho manga.
| # | Ngày phát hành tiếng Nhật | ISBN tiếng Nhật   |
| - | ------------------------- | ----------------- |
| 1 | 4 tháng 10, 2019          | 978-4-04-108699-5 |
| 2 | 3 tháng 7, 2020           | 978-4-04-109105-0 |
| 3 | 9 tháng 4, 2021           | 978-4-04-111203-8 |
| 4 | 9 tháng 11, 2021          | 978-4-04-111808-5 |
| 5 | 9 tháng 9, 2022           | 978-4-04-112553-3 |
| 6 | 10 tháng 7, 2023          | 978-4-04-113419-1 |
| 7 | 8 tháng 3, 2024           | 978-4-04-114443-5 |
| 8 | 10 tháng 1, 2025          | 978-4-04-115356-7 |

### Anime
Lần đầu công bố vào tháng 2 năm 2021, phiên bản chuyển thể anime được thực hiện bởi hai hãng phim Silver Link và Studio Palette. Masafumi Tamura giữ vai trò đạo diễn, Takayama Katsuhiko phụ trách viết kịch bản, Nagata Eri thiết kế nhân vật và Kuroda Kenichi sáng tác nhạc nền. Bài hát opening của phim là "Dark seeks light" được trình bày bởi Ninomiya Yui và bài hát ending là "A Promise" do Yūki Aira thể hiện.
Anime lên sóng vào tháng 7 năm 2021 nhưng bị hoãn đến ngày 6 tháng 10 năm 2021. Crunchyroll phát trực tuyến anime bên ngoài khu vực châu Á. Muse Communication cấp phép bộ anime tại Nam Á và Đông Nam Á với phụ đề Việt ngữ được đăng tải trên kênh YouTube Muse Việt Nam.
| TT. | Tiêu đề                                                                     | Đạo diễn                        | Biên kịch          | Phân cảnh bởi                     | Ngày phát hành gốc   | Ref.   |
| --- | --------------------------------------------------------------------------- | ------------------------------- | ------------------ | --------------------------------- | -------------------- | ------ |
| 1   | "Phần thưởng của sự tin tưởng" Chuyển ngữ: "Shin'yō no Hōshū" (信用の報酬)  | Masafumi Tamura                 | Katsuhiko Takayama | Gōichi Iwahata Masafumi Tamura    | 6 tháng 10 năm 2021  | [ 30 ] |
| 2   | "Giao kết chuyển sinh" Chuyển ngữ: "Tensei no Torihiki" (転生の取引)        | Masafumi Tamura Yoshifumi Sueda | Katsuhiko Takayama | Masafumi Tamura Yoshifumi Sueda   | 13 tháng 10 năm 2021 | [ 31 ] |
| 3   | "Ma thuật của mối liên kết" Chuyển ngữ: "Kizuna no Mahō" (絆の魔法)         | Yūsuke Sekine                   | Katsuhiko Takayama | Masafumi Tamura                   | 20 tháng 10 năm 2021 | [ 32 ] |
| 4   | "Kế hoạch của Nữ thần" Chuyển ngữ: "Megami no Keikaku" (女神の計画)         | Studio Palette Motomasa Maeda   | Katsuhiko Takayama | Studio Palette Motomasa Maeda     | 27 tháng 10 năm 2021 | [ 33 ] |
| 5   | "Phẩm chất của sát thủ" Chuyển ngữ: "Ansatsusha no Shikaku" (暗殺者の資格)  | Masahiro Hosoda                 | Katsuhiko Takayama | Masahiro Hosoda                   | 3 tháng 11 năm 2021  | [ 34 ] |
| 6   | "Ngôi nhà của các thiếu nữ" Chuyển ngữ: "Shōjo no Yakata" (少女の館)        | Masafumi Tamura                 | Katsuhiko Takayama | Masafumi Tamura                   | 10 tháng 11 năm 2021 | [ 35 ] |
| 7   | "Cuộc sống giả dối" Chuyển ngữ: "Itsuwari no Seikatsu" (偽りの生活)         | Mamoru Enomoto                  | Katsuhiko Takayama | Masayoshi Nishida Masafumi Tamura | 17 tháng 11 năm 2021 | [ 36 ] |
| 8   | "Nghi lễ của lựa chọn" Chuyển ngữ: "Sentaku no Gishiki" (選択の儀式)        | Yoshifumi Sueda                 | Katsuhiko Takayama | Yoshifumi Sueda                   | 24 tháng 11 năm 2021 | [ 37 ] |
| 9   | "Phần thưởng của việc ám sát" Chuyển ngữ: "Ansatsu no Daishō" (暗殺の代償)  | Yūsuke Sekine                   | Katsuhiko Takayama | Gōichi Iwahata Masafumi Tamura    | 1 tháng 12 năm 2021  | [ 38 ] |
| 10  | "Buổi hẹn hò đầu tiên" Chuyển ngữ: "Hajimete no Dēto" (初めてのデート)      | Motomasa Maeda Masafumi Tamura  | Katsuhiko Takayama | Motomasa Maeda                    | 8 tháng 12 năm 2021  | [ 39 ] |
| 11  | "Quyết định của sự phản bội" Chuyển ngữ: "Uragiri no Ketsui" (裏切りの決意) | Masahiro Hosoda                 | Katsuhiko Takayama | Gōichi Iwahata Masafumi Tamura    | 15 tháng 12 năm 2021 | [ 40 ] |
| 12  | "Trận chiến của sát thủ" Chuyển ngữ: "Ansatsusha no Tatakai" (暗殺者の戦い) | Yoshifumi Sueda Masafumi Tamura | Katsuhiko Takayama | Yoshifumi Sueda Masafumi Tamura   | 22 tháng 12 năm 2021 | [ 41 ] |